# Chirac (Charente)
Chirac – miejscowość i gmina we Francji, w regionie Nowa Akwitania, w departamencie Charente.
Według danych na rok 1990 gminę zamieszkiwało 767 osób, a gęstość zaludnienia wynosiła 22 osób/km² (wśród 1467 gmin regionu Poitou-Charentes Chirac plasuje się na 396. miejscu pod względem liczby ludności, natomiast pod względem powierzchni na miejscu 113.).